# Pristaulacus rufitarsis
Pristaulacus rufitarsis är en stekelart som först beskrevs av Cresson 1864.  Pristaulacus rufitarsis ingår i släktet Pristaulacus och familjen vedlarvsteklar. Inga underarter finns listade i Catalogue of Life.